# Людмила Илиева
Людмила Николаева Илиева е български адвокат и политик от ДСБ. Народен представител от коалиция „Демократична България“ в XLVIII народно събрание. От 2011 г. е председател на ДСБ в Горна Оряховица, а от 2016 г. е член на националното ръководство. От април 2022 г. е избрана за зам.-председател на ДСБ. Два мандата е общински съветник в Общински съвет – Горна Оряховица, като периода 2015 – 2019 г. и зам.-председател на Общинския съвет.

## Биография
Людмила Илиева е родена на 13 март 1976 г. в град Шумен (откъдето е баща й), но израства в Разград (откъдето е нейната майка). Завършва  Хуманитарна гимназия „Акад. Анание Явашов“ в Разград със специалност „Изобразително изкуство“. През 1999 г. завършва специалност „Право“ в Русенския университет и две години по-късно започва работа като адвокат. Запознава се с бъдещия си съпруг Росен докато и двамата са студенти, и след като се женят през 2000 г. заживяват в Горна Оряховица, откъдето е той. В периода януари 2022 – август 2022 г. заема поста областен управител на област Велико Търново, назначена от правителството на Кирил Петков.